# The Who Sell Out
The Who Sell Out este al treilea album al trupei engleze de rock The Who, lansat în 1967 de Track Records în Regatul Unit și de Decca Records în Statele Unite. Este un album conceptual, melodiile fiind unite prin "false" reclame și spoturi publicitare. Se presupune că este transmis de către un post de radio pirat, Radio London. Titlul albumului ("sellig out" - a-ți face proprie reclamă) este o autoironie la adresa faptului că The Who chiar și-au făcut reclame pe parcursul carierei, unele dintre acestea fiind chiar incluse pe ediția reeditată a albumului pe CD.
Lansarea albumului a fost urmată de numeroase procese datorită menționării unor reclame adevărate în așa-zisele "false" reclame de pe disc dar și a celor de pe coperta albumului. În 2003 albumul a fost clasat pe locul 113 în Lista celor mai bune 500 de albume ale tuturor timpurilor stabilită de revista Rolling Stone. 

## Tracklist
1. "Armenia City in The sky" (John Keen) (3:12)
2. "Heinz Baked Beans" (John Entwistle) (0:57)
3. "Mary Anne with The Shaky Hand" (2:04)
4. "Odorono" (2:16)
5. "Tattoo" (2:42)
6. "Our Love Was" (3:07)
7. "I Can See for Miles" (4:17)
8. "I Can't Reach You" (3:03)
9. "Medac" (John Entwistle) (0:57)
10. "Relax" (2:38)
11. "Silas Stingy" (John Entwistle) (3:04)
12. "Sunrise" (3:03)
13. "Rael 1" (5:44)

- Toate cântecele au fost scrise de Pete Townshend cu excepția celor notate.

## Single-uri
- "I Can See for Miles" (1967)

## Componență
- Roger Daltrey - voce principală și de fundal, percuție
- John Entwistle - chitară bas, voce principală și de fundal, trompete
- Pete Townshend - chitară, voce principală și de fundal, claviaturi, banjo
- Keith Moon - baterie, voce principală și de fundal, percuție